# Дубровник (женский волейбольный клуб)
«Дубровник» (хорв. Ženski odbojkaški klub «Dubrovnik») — хорватский женский волейбольный клуб из одноимённого города. 

## Достижения
- двукратный чемпион Хорватии — 1997, 1998;
  - серебряный (1992) и бронзовый (1999) призёр чемпионатов Хорватии.
- двукратный победитель розыгрышей Кубка Хорватии — 1996, 1997.
  - бронзовый призёр Кубка Хорватии 1998.

- победитель розыгрыша Кубка европейских чемпионов 1998.

## История
Женская волейбольная команда «Дубровник» была образована в 1971 году. В чемпионатах Югославии и розыгрышах Кубка страны успеха не имела, а уже в первом чемпионате Хорватии 1991/92 стала серебряным призёром, уступив только загребскому «Младосту» — сильнейшей хорватской команде, параллельно по протекции Н.Карполя игравшей и в чемпионате СССР того сезона (позднее он был признан первым открытым чемпионатом России). Тем не менее из-за финансовых трудностей «Дубровник» был вынужден опуститься во 2-ю лигу (второй по значимости дивизион), в которой выступал на протяжении трёх сезонов.
2-я половина 1990-х годов является наиболее значимой в истории команды. В 1995 «Дубровник» под руководством белорусского тренера В.Гончарова вновь стартовал в 1-й лиге чемпионата Хорватии, а в сезоне 1996/97 сделал золотой дубль, выиграв чемпионат и Кубок страны, не проиграв за оба турнира ни одного матча.
Перед сезоном 1997/98 состав команды подвергся значительным изменениям. Его пополнила группа российских волейболисток из «Уралочки» — Е.Година, Е.Тищенко, Е.Василевская. В качестве тренера-консультанта был приглашён выдающийся тренер Николай Карполь, ранее работавший в этом качестве в другой хорватской команде — «Младост», а также в женской сборной Хорватии. Всё это стало возможным после отказа «Уралочки» от участия в Кубке европейских чемпионов-1997/98. Также новичками «Дубровника» стали ещё две российские волейболистки с хорватским волейбольным гражданством — Е.Чебукина и Т.Сидоренко, а также ряд волейболисток из сборной Хорватии. Старшим тренером назначен другой российский специалист — Михаил Омельченко.
Имея столь мощный состав, «Дубровник» во 2-й раз подряд выиграл чемпионат и Кубок Хорватии, вновь не потерпев в этих турнирах ни единого поражения, но главный успех ждал команду в розыгрыше Кубка чемпионов. Заняв в своей группе предварительного этапа 2-е место, команда вышла в «финал четырёх», который 14-15 марта 1998 года принял Дубровник. В полуфинале хозяйки игровой арены вырвали победу у действующего обладателя главного клубного трофея Европы — итальянской «Фоппапедретти» — в пяти партиях. В решающем матче «Дубровник» не оставил шансов турецкому «Вакыфбанку», уверенно обыграв его 3:0. Победителями розыгрыша стали: Татьяна Лабзина (№ 1), Биляна Глигорович (2), Татьяна Сидоренко (4), Снежана Миич (5), Елена Година (6), Славица Кузманич (7), Елена Василевская (8), Елизавета Тищенко (9), Дияна Урлич (10), Елена Чебукина (11 — капитан команды), Бети Римац (12), Мирела Делич (13), тренеры Николай Карполь и Михаил Омельченко. В стартовой шестёрке в финале играли Василевская, Година, Тищенко, Чебукина, Сидоренко и Кузманич. Лучшим игроком «финала четырёх» была признана Т.Сидоренко.
Из победного состава в сезоне 1998/99 в «Дубровнике» осталась только Тищенко и хорватские волейболистки, кроме Кузманич. Покинул команду и дуэт российских тренеров. Из известных игроков пополнила состав только российско-хорватская связующая Мария Лихтенштейн. В обоих национальных турнирах (чемпионате и Кубке Хорватии) «Дубровник» стал бронзовым призёром, после чего из-за финансовых проблем вынужден был опуститься во 2-ю лигу (второй по значимости дивизион).
С 1999 года «Дубровник» с разным успехом выступал во втором по значимости дивизионе чемпионата Хорватии. На ведущие роли вышла другая команда из Дубровника — «Цвиета Зузорич», в 2003—2006 игравшая в 1-й лиге (ведущий дивизион). В 2013—2016 на протяжении трёх сезонов «Дубровник» выступал в 1-й лиге «А», а в 2020 — вновь выиграл путёвку в главный дивизион — суперлигу. 

## Сезон 2024—2025

### Состав
| №  | Имя, фамилия        | Год рождения | Рост | Амплуа      | Гражданство |
| -- | ------------------- | ------------ | ---- | ----------- | ----------- |
| 1  | Миа Обрадович       | 2007         |      | нападающая  | Хорватия    |
| 2  | Лара Дежулович      | 1998         | 184  | нападающая  | Хорватия    |
| 5  | Анамария Мракич     | 2008         |      | центральная | Хорватия    |
| 6  | Мануэла Карач       | 2006         |      | нападающая  | Хорватия    |
| 7  | Матеа Вулетич       | 2008         |      | нападающая  | Хорватия    |
| 8  | Лаура Пркачин       | 2008         | 170  | либеро      | Хорватия    |
| 9  | Миа Вукас           | 2009         |      | центральная | Хорватия    |
| 11 | Катарина Главинич   | 1997         | 191  | центральная | Хорватия    |
| 12 | Дорис Бузолич       | 2002         |      | нападающая  | Хорватия    |
| 14 | Андреа Бутиган      | 2008         |      | либеро      | Хорватия    |
| 15 | Сара Барач          | 1996         | 169  | связующая   | Хорватия    |
| 16 | Кима Жаркова        | 2005         | 192  | нападающая  | Украина     |
| 17 | Габриэла Стипанович | 1999         | 170  | связующая   | Хорватия    |
| 18 | Ива Маслач          | 2006         |      | центральная | Хорватия    |

- Главный тренер — Леонард Барич.
- Тренеры — Майя Эреш, Паулина Пркачин.